# Окружний центр (США)

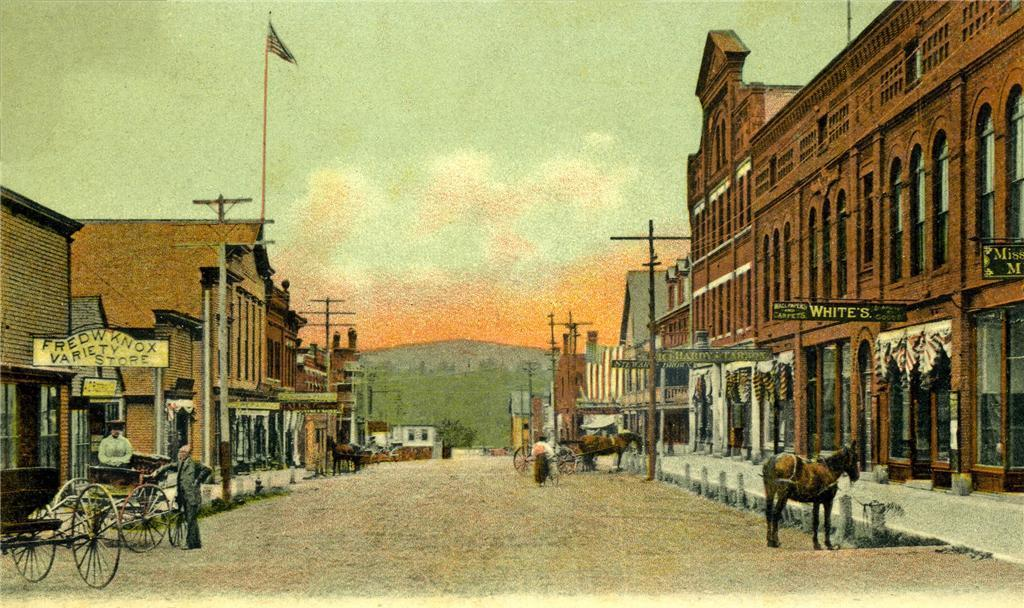
Головна вулиця міста Фармінгтон, окружного центру округу Франклін (штат Мен) 1905 рік

Окружний центр — головний населений пункт округу, у якому розташовуються адміністративні відомства окружної влади, у тому числі й органи державного управління.
На північному сході США також використовується термін «графське місто» (англ. shire town).
Окружним центром може бути невключена територія. Зазвичай термін окружний центр застосовують до округів, на території яких немає муніципальних корпорацій, як, наприклад, в округах Арлінґтон (штат Вірджинія) або Говард (штат Меріленд). Окружний центр Еллікотт-Сіті округу Говард є найбільшим окружним центром у США, що є невключеною територією.
Окружний суд і адміністрація округу зазвичай розташовані в окружному центрі, проте у деяких випадках, особливо при великій площі округу, частина адміністративних органів може розташовуватися в інших населених пунктах округу.
Більшість округів має один окружний центр. Проте у штатах Алабама, Арканзас, Айова, Кентуккі, Массачусетс, Міссісіпі, Нью-Гемпшир, Нью-Йорк, Вермонт і Північна Кароліна деякі округи мають два окружні центри і більше, які зазвичай розташовані у протилежних кінцях округу.

## Округи з двома та більше окружними центрами
Нижче наведено список 34 округів з 10 штатів, кожен з яких має декілька окружних центрів:
| - Сент-Клер (Алабама) - Арканзас (Арканзас) - Керролл (Арканзас) - Клей (Арканзас) - Крейґгед (Арканзас) - Франклін (Арканзас) - Лоґан (Арканзас) - Міссіссіппі (Арканзас) - Прері (Арканзас) - Себастьян (Арканзас) | - Єлл (Арканзас) - Лі (Айова) - Кентон (Кентуккі) - Ессекс (Массачусетс) - Міддлсекс (Массачусетс) - Плімут (Массачусетс) - Болівар (Міссісіпі) - Керролл (Міссісіпі) - Чікасо (Міссісіпі) - Гаррісон (Міссісіпі) | - Гіндс (Міссісіпі) - Джаспер (Міссісіпі) - Джонс (Міссісіпі) - Пенола (Міссісіпі) - Талагачі (Міссісіпі) - Ялобуша (Міссісіпі) - Джексон (Міссісіпі) - Гіллсборо (Нью-Гемпшир) - Сенека (Нью-Йорк) - Ґілфорд (Північна Кароліна) - Беннінґтон (Вермонт) |